# 暁町 (金沢市)
暁町（あかつきまち）は、石川県金沢市の町名。現行行政地名。

## 地理
隣は、天神町、横山町。

## 世帯数と人口
2022年（令和4年）9月1日現在の世帯数と人口は以下の通りである。
| 町丁 | 世帯数  | 人口  |
| ---- | ------- | ----- |
| 暁町 | 418世帯 | 856人 |

## 小・中学校の学区
市立小・中学校に通う場合、学区は以下の通りとなる。
| 番地 | 小学校             | 中学校             |
| ---- | ------------------ | ------------------ |
| 全域 | 金沢市立兼六小学校 | 金沢市立兼六中学校 |

## 交通

### 鉄道
町内に鉄道駅はない。

### バス
- 北鉄バス（北陸鉄道・北鉄金沢バス）　暁町バス停

### 道路
- 国道159号

## 施設
- 金沢桜町郵便局
- クスリのアオキ暁店